# Расклинивающее давление
Расклинивающее давление (ПD , англ. disjoining pressure) — термодинамический параметр, характеризующий состояние тонкого слоя (плёнки) жидкости или газа в промежутке между поверхностями тел, определяемый формулой
{\displaystyle \Pi _{D}=-{1 \over A}\left({\frac {\partial G}{\partial x}}\right)_{T,V,A}}
где
- ПD — расклинивающее давление, Н/м²
- A — площадь поверхности взаимодействующих фаз, м²
- G — энергия Гиббса взаимодействия двух поверхностей, Дж
- x — расстояние, м
- Индекс Т,V,А означает, что температура, объём и площадь поверхности при вычислении производной считаются постоянными.

## Физический смысл
По физическому смыслу расклинивающее давление — это избыточное давление в тонкой плёнке по сравнению с гидростатическим давлением в большом объёме жидкости.

## История
Расклинивающее давление открыл Б. В. Дерягин (1935). Он ввёл и само понятие расклинивающего давления как термодинамического параметра тонких жидких плёнок. Возникновение расклинивающего давления связано с поверхностными силами разной природы (электрическими, магнитными, молекулярными), которые действуют в тонком поверхностном слое между двумя граничащими фазами. В коллоидной химии особенно важны электрические (электростатическое отталкивание) и молекулярные силы.